# Jaime Botero Gómez
Jaime Botero Gómez (Rionegro, 27 de agosto de 1929-Bogotá, 5 de febrero de 1994) fue un actor, libretista y director de teatro y televisión colombiano. Fue el fundador de la escuela de actuación Academia Charlot.
Botero fue patriarca de una familia de artistas colombianos de prestigio, ya que era el padre de las actrices María Cecilia y Ana Cristina Botero, actuales propietarias del Charlot.